# Sabah (cantora)
Sabah El Shahroura ou apenas Sabah (em Língua árabe: صباح), (nascida Jeanette Georgis (Al)Feghali, Beirute, Líbano em 10 de novembro de 1927 - 26 de novembro de 2014) foi uma cantora e atriz libanesa. Era também a tia da deputada federal Jandira Feghali e do tecladista Ricardo Feghali. 

## Carreira
Na década de 1940 ela começou a cantar e atuar em filmes egípcios. Ela tornou-se muito popular e famosa. Ela atuou com muitos atores famosos, incluindo o famoso cantor/ator ‎Farid al-Atrash.
Ainda um artista de destaque, com a idade de 84, Sabah continua a realizar tanto em shows e na televisão, incluindo programas como Star Academy Arab World (o equivalente árabe Fame Academy) onde ela cantou seu novo single em um palco forrado com manequins com exibição de trajes de vários de seus primeiros filmes e musicais.
A cantora é conhecido por seus fãs pelo diminutivo Sabbouha e é também chamado Al Shahroura, ou "Canto dos Pássaros". Ela é bem conhecida por sua capacidade de sustentar uma única nota por mais de um minuto ao executar no Líbano 'estilo Ataaba'.
Na década de 90, Sabah e seu ex-marido Fadi Lubnan (Kuntar) fez um documentário sobre sua vida.
Sabah foi hospedado em Akher Man Yalam em 31 de maio de 2010. Al Shahrourah, um drama de TV baseada em sua vida foi ao ar durante o Ramadã de 2011. Ela foi disputado pela cantora Carole Samaha. Alguns nomes das personagens do drama de TV foram alteradas. Filmografia selecionada
Muitos dos filmes Sabah não foram liberados comercialmente em qualquer fita VHS ou DVD. Os filmes em que ela tem atuado incluem:
- Iyam El Loulou escrito por Karim Abou Chakra (Assim como Nousi Nousi uma peça escrita e dirigida por Karim Abou Chakra)
- Paris Wal Hubb (1972)
- Kanat Ayyam (1970)
- Nar el shawk (1970)
- Mawal (1966)
- El Aydi el naema (1963) também conhecido como Soft Hands
- El Motamarreda (1963)
- Jaoz marti (1961)
- El Rajul el thani (1960)
- El Ataba el khadra (1959)
- Sharia el hub (1959)
- Salem al habaieb (1958)
- Izhay ansak (1956)
- Wahabtak hayati (1956)
- Khatafa mirati (1954)
- Lahn hubi (1953)
- Zalamuni el habaieb (1953)
- Khadaini abi (1951)
- Ana Satuta (1950)
- Sabah el khare (1948)
- Albi wa saifi(1947)
- lubnani fi al gamiaa (1947)